# José Manuel Orengo Pastor
José Manuel Orengo Pastor (Gandia, 1966) és un polític valencià, alcalde de Gandia entre 2003 i 2011. Enginyer Tècnic Agrícola per la Universitat de València, va nàixer al barri de Benipeixcar.

## Carrera política
S'inicia en política el 1995 quan accedeix a les llistes electorals del PSPV-PSOE com a independent a la candidatura de l'alcaldessa Pepa Frau. En la seua etapa de regidor va dirigir els departaments d'hisenda, personal, participació ciutadana i promoció econòmica.
Orengo és alcalde de Gandia des de les eleccions de 2003 i revalidà el mandat a les de 2007. Ambdues guanyades amb majories relatives. A la primera legislatura (2003-2007) va formar govern amb el suport del Bloc Nacionalista Valencià i a la segona (2007-2011) amb el del partit independent local Plataforma de Gandia, dirigit per l'expresident del PP local Fernando Mut. Ocupa la Secretaria General del PSPV de Gandia des del 2008.
A les eleccions de 2011 va perdre l'alcaldia davant el candidat popular Arturo Torró. Orengo ocupà des d'aleshores un escó a la Diputació Provincial de València, rebutjant la proposta de dirigir el grup socialista en la institució tot i que un any després l'acceptà per tal de substituir a Toni Gaspar que havia perdut el congrés provincial del partit poc abans.

### Conflicte amb el govern valencià
L'octubre de 2010 Orengo va entrar en conflicte amb la Conselleria de Justícia i Administracions Públiques de la Generalitat Valenciana, quan pocs dies després de l'inici de les emissions per TDT a la Safor, el govern municipal de Gandia va ser amenaçat amb sancions pel govern valencià, que reclamava l'aturada de les emissions de Gandia TV, depenent de l'Ajuntament de Gandia, fins que no s'hagués obtingut la llicència corresponent. L'alcalde va decidir malgrat tot de continuar informant els veïns de la comarca mitjançant aquesta televisió pública.